# Tara Sutaria
 (mai 2019).
Si vous disposez d'ouvrages ou d'articles de référence ou si vous connaissez des sites web de qualité traitant du thème abordé ici, merci de compléter l'article en donnant les références utiles à sa vérifiabilité et en les liant à la section « Notes et références ».
Tara Sutaria, née le 19 novembre 1995, est une actrice et chanteuse indienne.

## Biographie
Sutaria est née dans une famille de parsis zoroastriens le 19 novembre 1995. Elle a une sœur jumelle appelée Pia. Toutes deux ont été formées au ballet classique, à la danse moderne et aux danses latino-américaines à la School of Classical Ballet et à la Western Dance de la Royal Academy of Dance au Royaume-Uni ainsi qu'à la Société impériale des professeurs de danse. 
Elle est chanteuse professionnelle depuis l'âge de sept ans. Elle a obtenu un baccalauréat en médias de masse du Collège des arts, des sciences et du commerce de St. Andrew.
Elle a commencé sa carrière à la télévision en tant qu'artiste enfant en 2010 avec Big Bada Boom de Disney Channel et a ensuite joué dans la série La Suite Life de Karan & Kabir et Oye Jassie sur la même chaîne. Sutaria a fait ses débuts au cinéma en 2019 avec le drame Teen of the Year 2.